# Susurros del corazón
Susurros del corazón (耳をすませば Mimi wo Sumaseba?, lit. Si escuchas con atención) es una película de animación japonesa de 1995 producida por Studio Ghibli, dirigida por Yoshifumi Kondō y con guion de Hayao Miyazaki. Basada en el manga del mismo nombre, de Aoi Hiiragi, fue la primera película japonesa en emplear el formato de sonido Dolby Digital. Turner Classic Movies televisó tanto la versión doblada como la original con subtítulos el 18 de enero de 2006 como parte de su mes de celebración a Miyazaki (en honor a su cumpleaños, 5 de enero). El título inglés, Whisper of the Heart, fue creado por el estudio y usado en numerosos artículos oficiales de la película, que se lanzaron al mercado al mismo tiempo que se estrenaba la película en el cine en Japón.
La película doblada al inglés fue distribuida por Buena Vista Home Entertainment el 7 de marzo de 2006. En España salió a la venta el 28 de octubre de 2009 por Aurum Producciones. La película ha sido doblada al castellano y editada en formato doméstico tanto para España como para México mediante las distribuidoras eOne y Zima Entertaimentent, respectivamente.

## Argumento
Shizuku Tsukishima es una estudiante de 14 años en el colegio Mukaihara. Vive en Tokio con sus padres Asako y Seiya, y su hermana mayor Shiho. Shizuku es un ratón de biblioteca y le encanta leer. Durante una noche ordinaria, revisando las fichas de préstamo de los libros que sacó de la biblioteca descubre que todos han sido previamente prestados a alguien llamado Seiji Amasawa (天 沢 聖 司).
Un día, camino a la biblioteca, ve un gato en el tren y lo persigue hasta una tienda de antigüedades dirigida por un anciano llamado Shiro Nishi. Shiro le muestra la tienda a Shizuku y ella queda maravillada, especialmente con la estatua de un gato llamada "El Barón".
Shizuku sigue su investigación sobre la identidad de Seiji Amasawa hasta que un profesor del colegio le comenta que hay un chico de su mismo grado que se apellida Amasawa. Shizuku se sorprende al averiguar que Seiji Amasawa es un chico de su colegio con el que ya se ha encontrado antes y que le cae un poco mal, ya que normalmente sus comentarios le han parecido arrogantes y ofensivos. Además, él resulta ser el nieto del dueño de la tienda de antigüedades.
Cuando comienza a dialogar con él, Seiji le confiesa que lleva tiempo viéndola en la biblioteca y estuvo sacando todo tipo de libros solo para aparecer en las tarjetas de los libros que luego ella tomara prestados. Además, le cuenta que sabe claramente cuál es su pasión en la vida (convertirse en lutier), lo que impresiona muy positivamente a Shizuku. Más tarde, en la tienda de antigüedades, Shizuku y Seiji cantan "Take Me Home, Country Roads", una canción interpretada por Olivia Newton-John,  que Shizuku ha estado traduciendo para su graduación escolar.
Días después, Seiji le cuenta a Shizuku que ha conseguido que su padre le de permiso para irse a Cremona, Italia, para un estudio de dos meses con un maestro violinista. Esto inspira a Shizuku a poner a prueba su propio talento, y se pone la meta de escribir una novela antes de que Seiji regrese de Italia. Ella le pregunta a Nishi si puede escribir sobre El Barón, a lo que Nishi otorga su consentimiento con la condición de que él sea el primero en leer la historia terminada.
Dedicando todo su tiempo a la escritura, Shizuku deja de cenar con sus padres, casi no duerme y sus calificaciones escolares bajan. Shizuku discute con su familia sobre sus calificaciones, ella les dice que está pasando por una prueba personal y que apenas termine la prueba volverá a sus estudios. El padre finalmente acepta su decisión y le pone como única condición que no falte a la mesa para cenar.
Una vez finalizada la historia, Shizuku se la lleva a Nishi. Él la lee y le dice que es muy buena. Ella estalla en llanto debido al estrés de los últimos meses. Nishi la consuela y le cuenta que cuando era joven fue a estudiar a Alemania y allí conoció a su primer amor, Louise. Una tarde vieron las estatuillas de El Baron y su compañera, pero solo pudieron comprarlas por separado porque la estatuilla femenina estaba siendo reparada en ese momento. El plan original era que Nishi y su novia se reunieran y así las estatuitas también estarían juntas para siempre, sin embargo poco después estalló la Segunda Guerra Mundial y nunca se reunieron.
Shizuku decide que su vocación es escribir, pero para eso debe estudiar, por lo que al regresar a casa le dice a su madre que de ahora en adelante estará dedicada a sus estudios.
A la madrugada Seiji pasa por ella y la lleva a un lugar especial para ver el amanecer, y con ese bello paisaje, Seiji profesa su amor por Shizuku y le propone matrimonio en el futuro; ella acepta felizmente.

## Voces
| Personaje          | Seiyū              | Actores de voz    | Actores de voz     | Actores de voz        |
| ------------------ | ------------------ | ----------------- | ------------------ | --------------------- |
| Shizuku Tsukishima | Yōko Honna         | Ana Esther Alborg | Desirée Sandoval   | Brittany Snow         |
| Seiji Amasawa      | Issei Takahashi    | Luis Miguel Cajal | Arturo Sian Vidal  | David Gallagher       |
| Seiya Tsukishima   | Takashi Tachibana  | Alfonso Laguna    | Bernardo Rodríguez | James Sikking         |
| Asako Tsukishima   | Shigeru Muroi      | Mercedes Cepeda   | Patricia Mainou    | Jean Smart            |
| Barón              | Shigeru Tsuyuguchi | Eduardo Bosch     | Víctor Kuri        | Cary Elwes            |
| Yūko Harada        | Maiko Kayama       | Sandra Jara       | Linda Herold       | Ashley Tisdale        |
| Shirō Nishi        | Keiju Kobayashi    | Eduardo Moreno    | Mario Hernández    | Harold Gould          |
| Shiho Tsukishima   | Yorie Yamashita    | Inés Blázquez     | Marisol Castro     | Courtney Thorne-Smith |
| Sugimura           | Yoshimi Nakajima   | Javier Balas      | Héctor Rocha       | Martin Spanjers       |
| Profesora Kosaka   | Minami Takayama    | Yolanda Mateos    | Clemen Larumbe     | Judy Greer            |

## Tema principal
Cabe destacar que la canción en torno a la cual gira la película es «Take Me Home, Country Roads», de John Denver, cantada por Olivia Newton-John en la versión en inglés (la mostrada en la película), mientras que Yoko Honna se encarga de la versión en japonés y Ana Esther Alborg en la versión al español.